# Sebastián Alfonso
Sebastián Alfonso (Hecho, 1616 - Zaragoza, 7 de junio de 1692) fue un compositor español, maestro de capilla en distintas catedrales.

## Vida
Parece que estudió con Sebastián Romero, maestro de capilla de las catedrales de Tarazona y Zaragoza. No se debe confundir con un tal Alfonso Romano que el musicólogo Robert Eitner menciona en la iglesia de San Pablo de Zaragoza en 1628. Sebastián Alfonso sería demasiado joven para ser la misma persona.

### Magisterio en Jaca
A los 18 años, en 1634, ya era maestro de capilla de la Catedral de Jaca:

Propuso el Sr. Sodeán un memorial del Maestro de Capilla Sebastián Alfonso en que suplica le conduzcan. Resolvióse a lo primero que el Sr. Canº. Grosa y Alqueta hablen con los cantores y examinen el Maestro para que hallando ser a propósito se conduzca.
Actas capitulares de la Catedral de Jaca, 2 de junio de 1634

Propuso el Sr. Sodeán cómo el Sr. Canº. Grossa había estado con los cantores y se había hecho examen del Maestro de Capª. y hacían relación cómo habían hallado era muy a propósito y que podía el cabildo conducirle. Resolvióse a lo primero, atenta la relación, se condujese el Mº. Sebastián Alfonso como se condució por tres años principiando desde el primero de este mes y se le da de salario sesenta escudos, 1200 sueldos en cada un año y se remitió a otro cabildo que se hará la capitulación y verá de dónde se le ha de pagar.
Actas capitulares de la Catedral de Jaca, 9 de junio de 1634

Aunque las actas no vuelven a mencionarlo por su nombre, parece que estuvo activo en Jaca hasta 1635, cuando en enero pidió licencia para ir a Zaragoza o en marzo y junio se le dieran dineros por diversos servicios. En diciembre de 1635 se confirma la partida de Alfonso:

Propuso el Sr. Dean que el Maestro de capilla se ha ido y que esten encomendados los muchachos a quien cuide de ellos y a los cantores que estas fiestas procuren cantando regocijarlos. Resolvieron lo 1.º se encomienden los muchachos a Mosen Francisco Campo y se encarguen a los cantores las fiestas de Pascua
Actas capitulares de la Catedral de Jaca, 14 de diciembre de 1635

Mantuvo el cargo de forma oficial hasta el 24 de mayo de 1636, cuando fue sustituido por el jaqués Feliciano Castillo.

### Magisterio en Albarracín y Teruel
Es posible que Alfonso pasara por Huesca y se licenciase en la Universidad Sertoriana, ya que en la documentación de la catedral de Albarracín se le menciona como «procedente de Huesca» y «licenciado». Así, a los 21 años, en 1637, ocupó en Albarracín el magisterio que había dejado vacante Diego Fernández con la observación de que «hizo buen examen y que tenía suficiencia y buena habilidad».
Durante su magisterio en Albarracín estuvo en contacto con el cabildo turolense en verano de 1640 para ocupar la plaza en la Catedral de Teruel. Parece que las negociaciones llegaran a buen fin y los turolenses decidieron que «se recibirá al Mtro. de Capilla de Albarracín atendiendo a la mucha necesidad y la persona es buena y honrada y apta para el ministerio». A mitad de mayo de 1641 ya ocupaba Matías Antonio Díaz (corneta) el magisterio de Albarracín de forma interina.

### Magisterio en Huesca
Comenzó su magisterio en la Catedral de Huesca el 24 de octubre de 1641. El 29 de octubre de 1649 el cabildo metropolitano de Huesca el concedió permiso para presentarse a oposiciones al mismo cargo en la Catedral de Zaragoza, que perdió a favor de Diego de Pontac. La actas del cabildo de Zaragoza del 13 de septiembre relatan el examen:

Habiéndose hecho el examen de Maestro de Capilla en cinco días por los examinadores,  se llamó con cédula para la provisión del magisterio y entraron los dichos examinadores a hacer la relación de los examinados, los cuales fueron el maestro Diego Pontac y el maestro Sebastián Alfonso y Gracián Babán, aunque Gracián desistió y no entró en éstos. Habiendo entrado los examinadores, el maestro Urbán de Bargas, el licenciado José Ximénez y mosén Francisco Salazar, hicieron relación de las habilidades de los opuestos diciendo son todos dignos del magisterio. Pero el maestro Pontac hizo conocidas ventajas en el magisterio y destreza y en esto informaron los tres, asegurando sobre sus eminencias tener justicia conocida, con lo que se pasó a la elección por votos secretos, y fue nombrado por maestro de la capilla el maestro Diego Pontac. Y después de la elección se dispuso se diese al maestro Bargas 40 reales de a ocho, a Ximénez 20, a mosén Francisco Salazar 10 y al maestro de Huesca [Sebastián Alfonso] 25, a Gracián 12 de a 8.
Actas capitulares de La Seo, 13 de septiembre de 1649

En Huesca pasó tiempos difíciles, tanto en cuestiones musicales, introduciéndose por primera vez el arpa entre los instrumentos de la catedral —se contrató al arpista Valero Vergara para ello—, como en el social, ya que en 1651 una grave peste asoló la ciudad, diezmando a la catedral, que tuvo que recomponerse una vez pasada la peste y la crisis económica asociada.

### Magisterio en Cuenca
El 5 de marzo de 1653 dejó el cargo para trasladarse a Cuenca y ocupar el puesto del maestro Juan Padilla en la catedral de Cuenca. Llegó a Cuenca con dos infantes el 1 de febrero de 1653 para realizar una «probanza» antes de ser admitido. Se le entregaron 600 reales para traer su casa, 200 por los niños del coro, y un sueldo de 40 fanegas de trigo y 3000 reales.
En 1655 coincidió en Cuenca con el organista Francisco Sáez y su coro contaba con doce infantes. Alfonso se despidió poco después, el 20 de marzo de 1656, sucediéndole el maestro aragonés José de Alcalá en el cargo.

### Magisterio en Zaragoza
No hay noticias de que el maestro Alfonso pasara por una oposición para ocupar el cargo de maestro de capilla en La Seo, pero se sabe que el 9 de febrero de 1656 «por maestro de capilla se votó por el de Cuenca, maestro Alfonso, con una ración y cien escudos, y quedó admitido.»
Desde época del maestro Gaspar Cueto, los maestros de capilla ya no eran responsables de la educación de los infantes, que estaban bajo la responsabilidad de otra persona. En 1663 se contrataba un «portugués, músico, con la obligación de enseñar música a los infantes y tener todos los días pláticas de Canto». Lo primero que hizo fue despedir a los que no servían y buscar nuevos, «hacer elección de capones y de voces que den esperanza que serán de utilidad en la capilla de música de esta Santa Iglesia». Pero tres años después se le despide por causas desconocidas y la responsabilidad vuelve al maestro de capilla, «al maestro de capilla se le diga que en adelante enseñe a los infantes todos los días, como  tiene obligación, de solfa; y que si no lo hace, tomará el Cabildo forma para que se haga y hará hacer a costa de su salario».
Durante su magisterio, Alfonso contó con importantes músicos en La Seo, entre ellos con los organistas Joseph Ximénez, Andrés de Sola, Jerónimo La Torre; el organero Jusepe Sesma; los maestro de infantes Joseph Blanco y Simón Martínez; los cornetas Juan Luis  Clamudí, Bruno Falqués y Custodio Agullón; los bajonistas Francisco Lorente y Domingo García; los  bajonistas Pedro Fernández y Manuel Lorente; los arpistas Pedro Ferrer, Carlos Escuder, Thomás  Forcada, Pablo Forcada y Felipe Roca; además de numerosos sochantres y cantores e infantes.
Por las actas del cabildo se conocen enfermedades de Alfonso en 1669, 1677 y 1679, lo que llevó al cabildo a buscar a un sustituto durante las ausencias del maestro. El 18 de abril de 1687 el cabildo solicitó al maestro que se jubilase, debido a sus muchos achaques. Ya desde hacía un año que la educación de los infantes estaba siendo descuidaba y se había preguntado si el maestro del Pilar podía ocuparse de ello, «para que no se malogre la educación de estos muchachos». No está claro que la jubilación fue del todo voluntaria, ya que hubo que reclamarle que devolviera los libros de música:

[...] que al maestro de capilla Alfonso le hable el señor Martón con todas veras, diciéndole con expresión entregue toda la música que tiene, así de la iglesia como de otros maestros, y la que él hubiere trabajado, y caso que no la entregue, se le pase a penar quitándole las coquetas todos los días y demás penas que el Cabildo acordase.
Actas capitulares de La Seo

Falleció en 1692, cinco años después de su jubilación:

El licenciado don Sebastián Alfonso, maestro de capilla, natural de Hecho, de 76 años y 36 de racionero en esta  Iglesia, habiendo recibido los Santos Sacramentos, murió a 7 de junio de 1692; se enterró en Santo Dominguito; hizo testamento en poder de Diego Gerónimo Montaner, poco antes de comulgarse, ejecutores el Doctor Batista, el racionero Martínez Lagonilla
Libro de Difuntos de La Seo, libro 5.º, fol. 603, 1692

## Obra
Fue un compositor variado, más cercano a la tradicional música polifónica que a las nuevas corrientes de la época. Entre sus piezas, destacan los romances y los villancicos, sin faltar los obligados misas y motetes. Se conservan obras suyas en el archivo musical de la Seo en Zaragoza, en el archivo musical de la Catedral de Jaca, en Alquézar y en la Biblioteca de Cataluña, en Barcelona.